# Prêmio NAACP Image de melhor vídeo musical
O Prêmio NAACP Image de Melhor Vídeo Musical (em inglês: NAACP Image Award for Outstanding Music Video) é uma das categorias dos Prêmios NAACP Image, uma cerimônia de premiação estadunidense estabelecida em 1967 com a finalidade de reconhecer a excelência e o impacto significativo de obras de afro-americanos na música, cinema, televisão e literatura. As variadas categorias são apresentadas anualmente pela Associação Nacional para o Progresso de Pessoas de Cor (NAACP), sendo oficialmente definidas como "o principal evento norte-americano em celebração aos alcances e performances notáveis de pessoas de cor nas artes". Esta categoria especificamente destina-se a reconhecer os principais trabalhos de artistas musicais afro-americanos por seus respectivos vídeos musicais ou videoclipes. 
A categoria foi apresentada pela primeira vez em 1992, tendo como vencedora a cantora e compositora Natalie Cole por sua performance no videoclipe da canção "Unforgettable". Vencedora primeiramente em 2002 com o videoclipe da canção "Fallin", a cantora e compositora Alicia Keys detém o maior número de vitórias da categoria (5 vitórias), enquanto a cantora e compositora Beyoncé possui o maior número de indicações (12 indicações e 2 vitórias). 

## Vencedores e indicados
| Ano  | Vencedor                         | Vencedor                                 | Indicados | Ref.   |
| Ano  | Obra                             | Artista                                  | Indicados | Ref.   |
| ---- | -------------------------------- | ---------------------------------------- | --- | ------ |

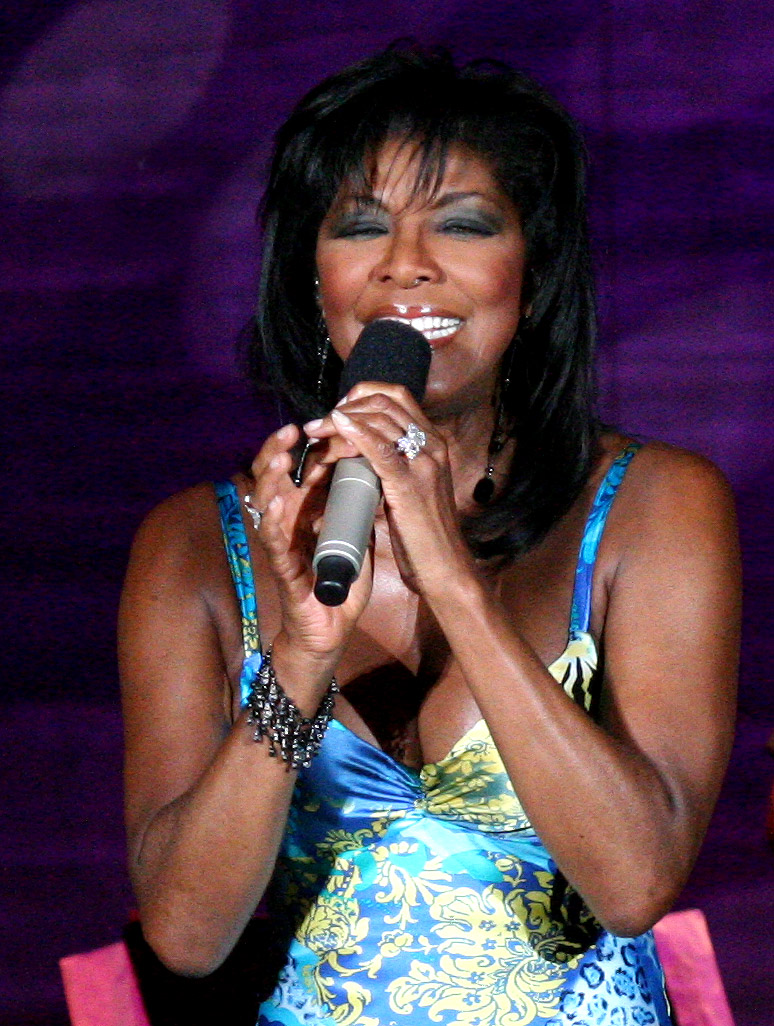
Natalie Cole, a primeira vencedora da categoria, em 1992.

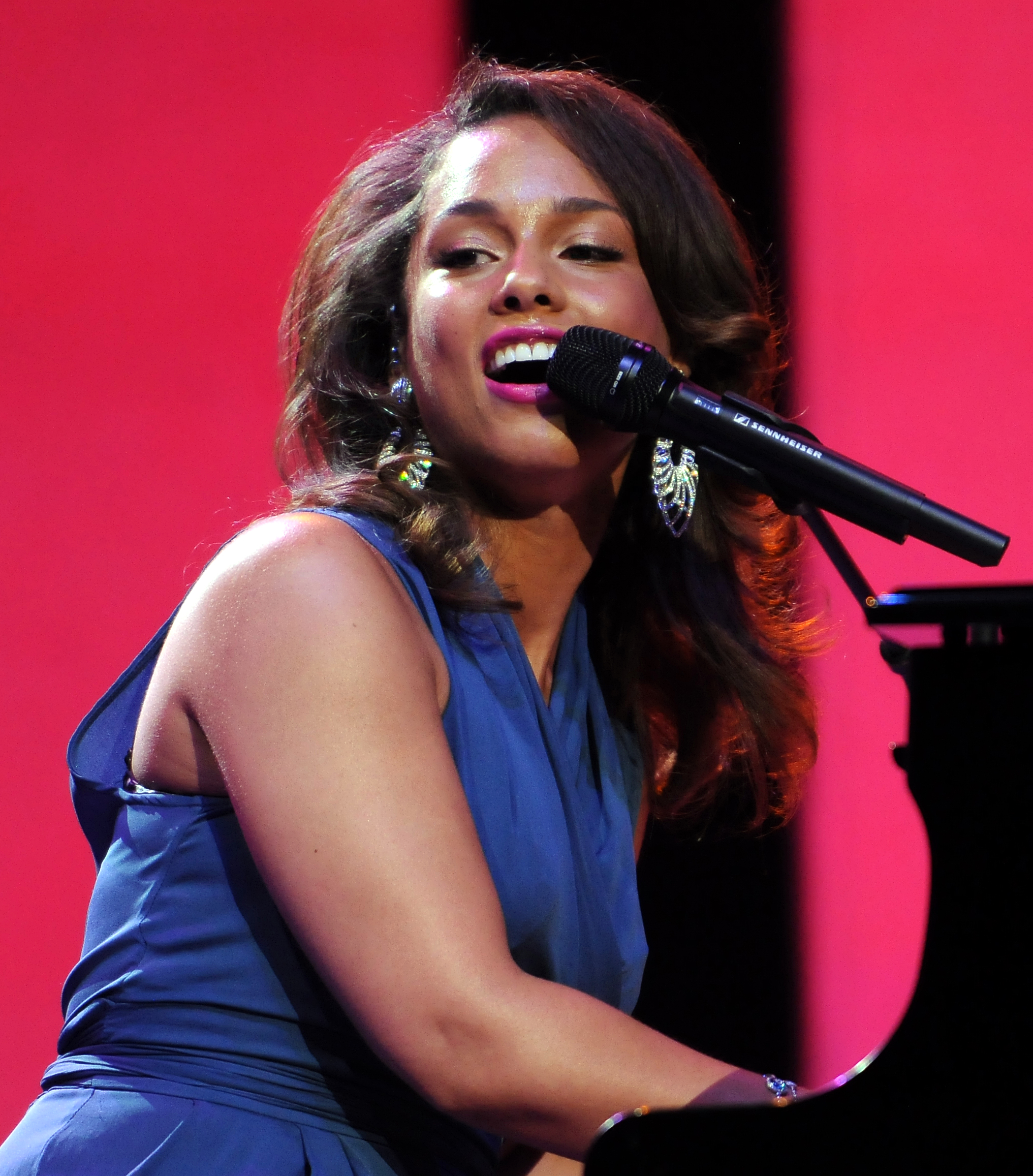
Alicia Keys é a maior vencedora da categoria, com 5 prêmios conquistados.

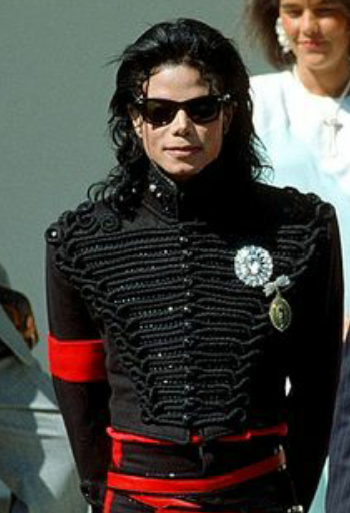
Michael Jackson, vencedor da categoria em 1993 e 2002 por "Black or White" e "You Rock My World", respectivamente.

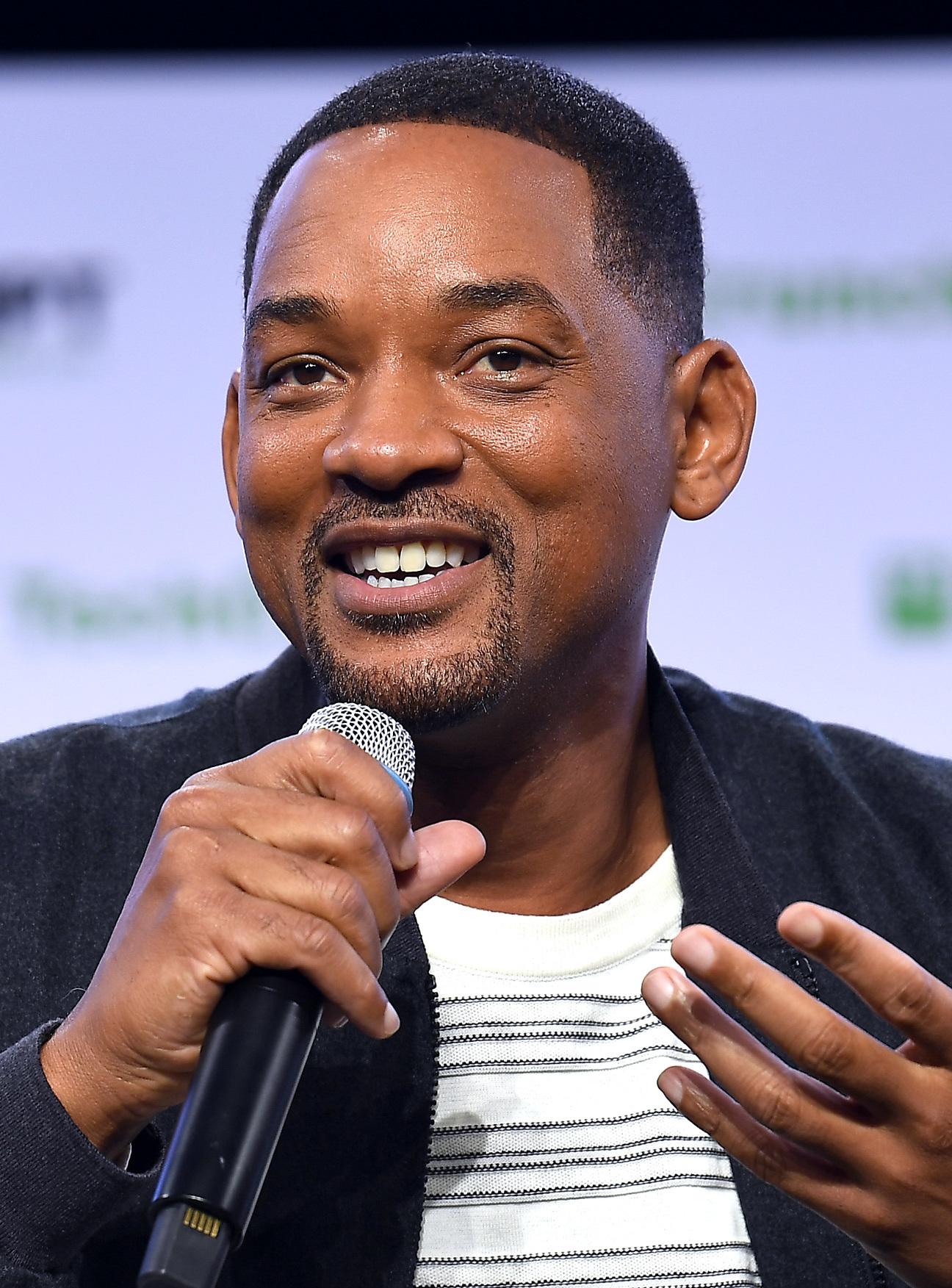
Will Smith, vencedor da categoria em 1999 e 2000.

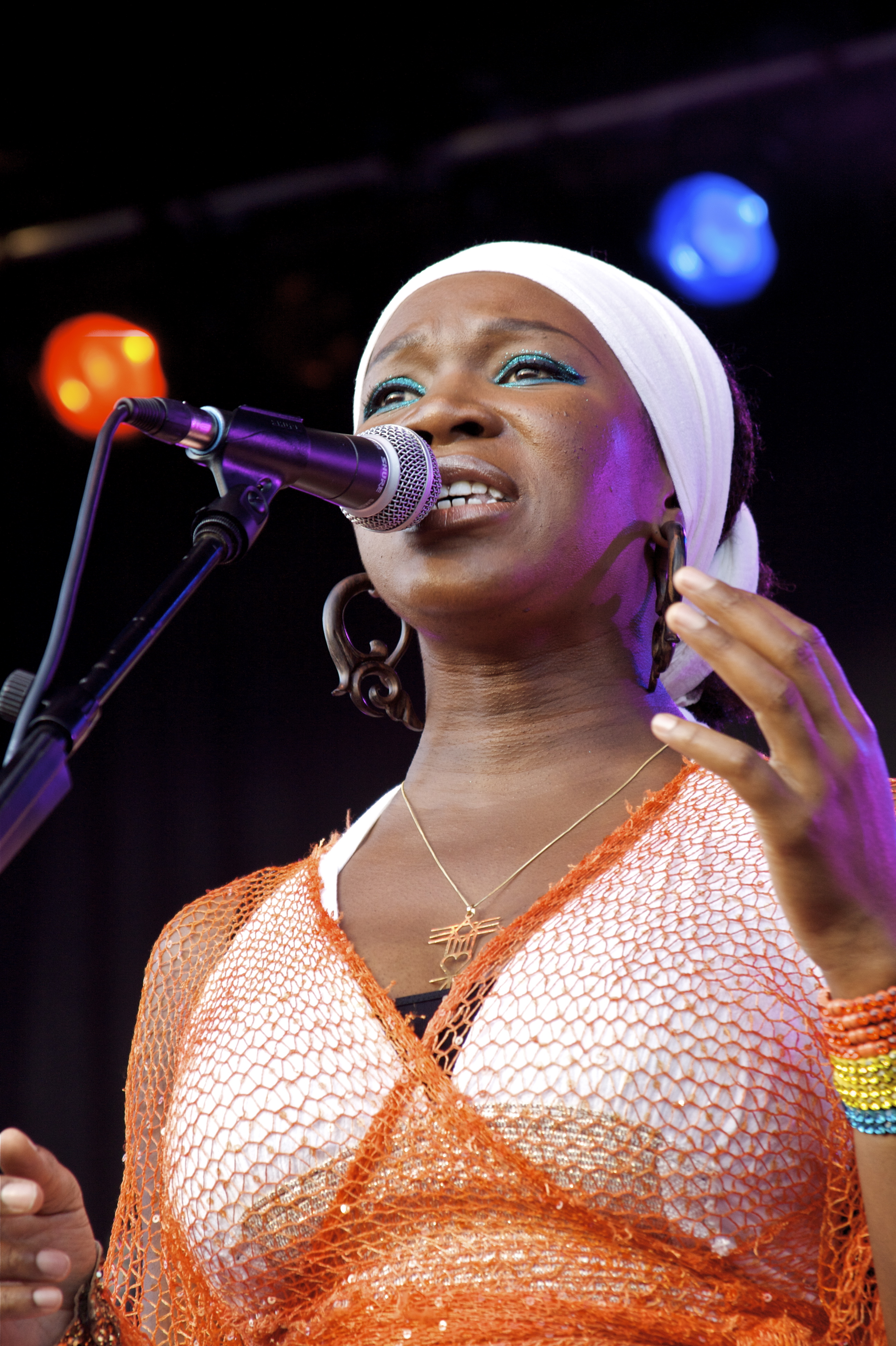
India.Arie, vencedora da categoria em 2003 por "Little Things" e indicada em 2004, 2007, 2014 e 2020.

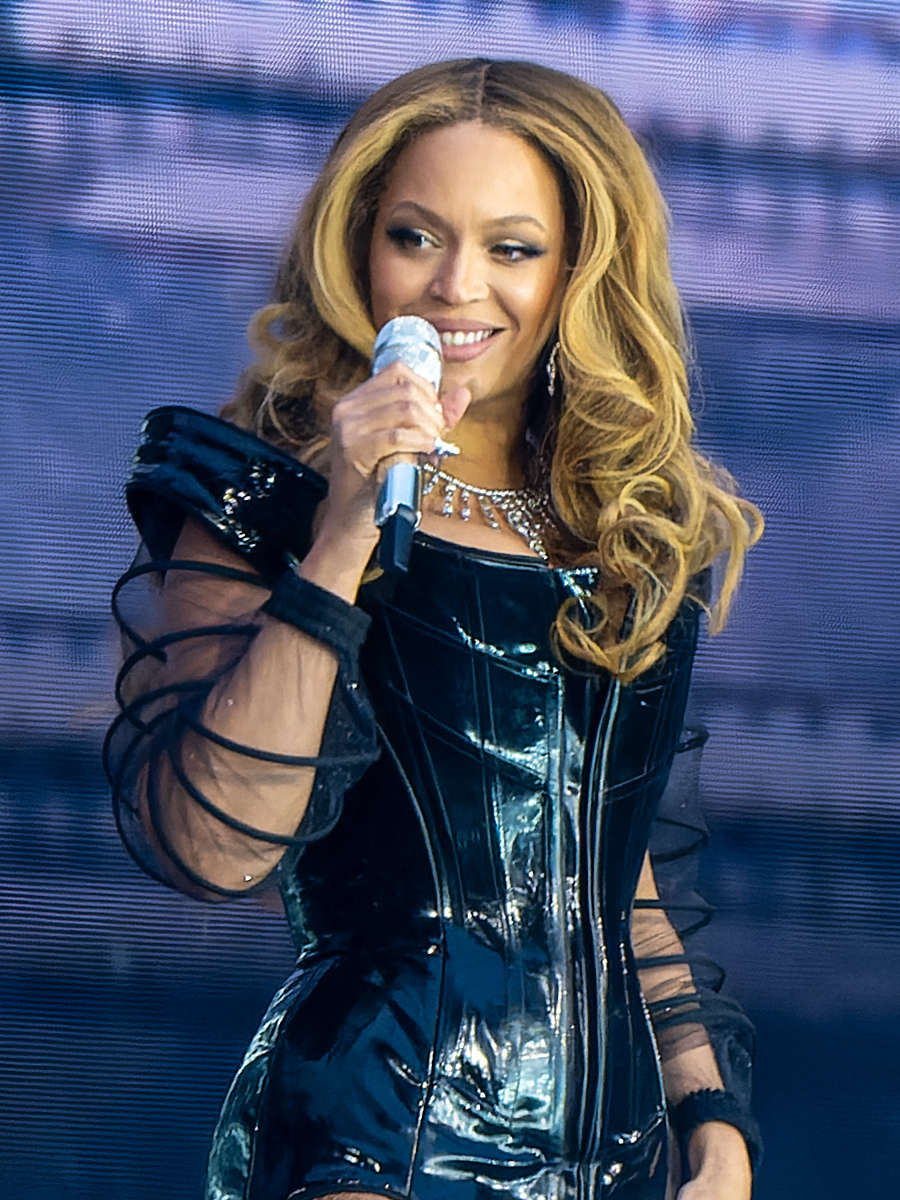
Beyoncé, vencedora em 2004, 2017 e 2021.

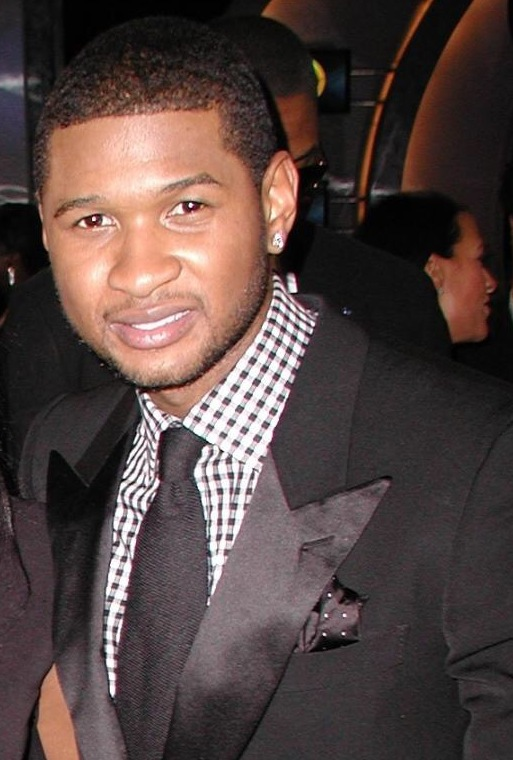
Usher possui 4 indicações na categoria, sendo a mais recente em 2024 por "Boyfriend".

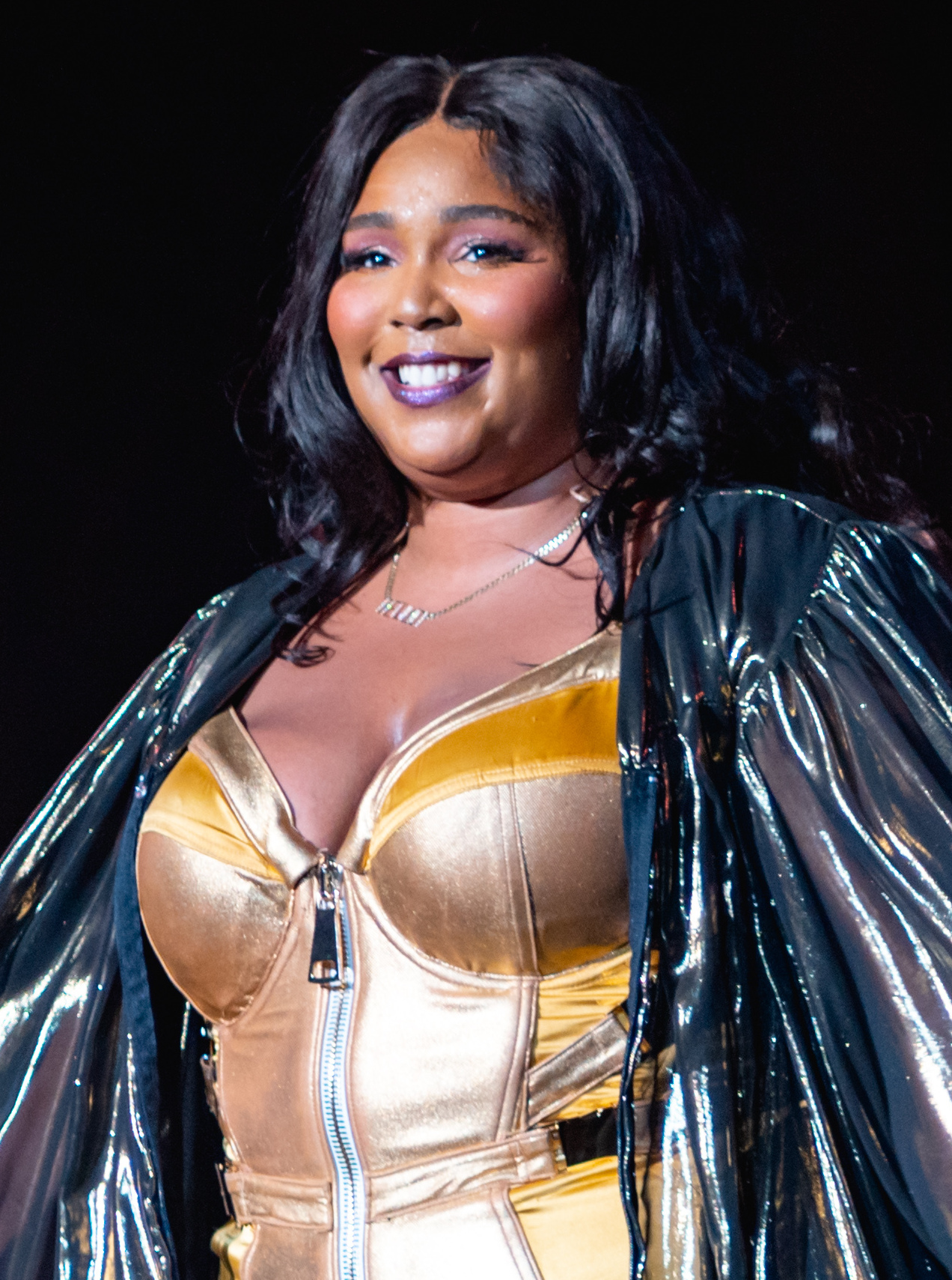
Lizzo, vencedora em 2020 e indicada em 2023.

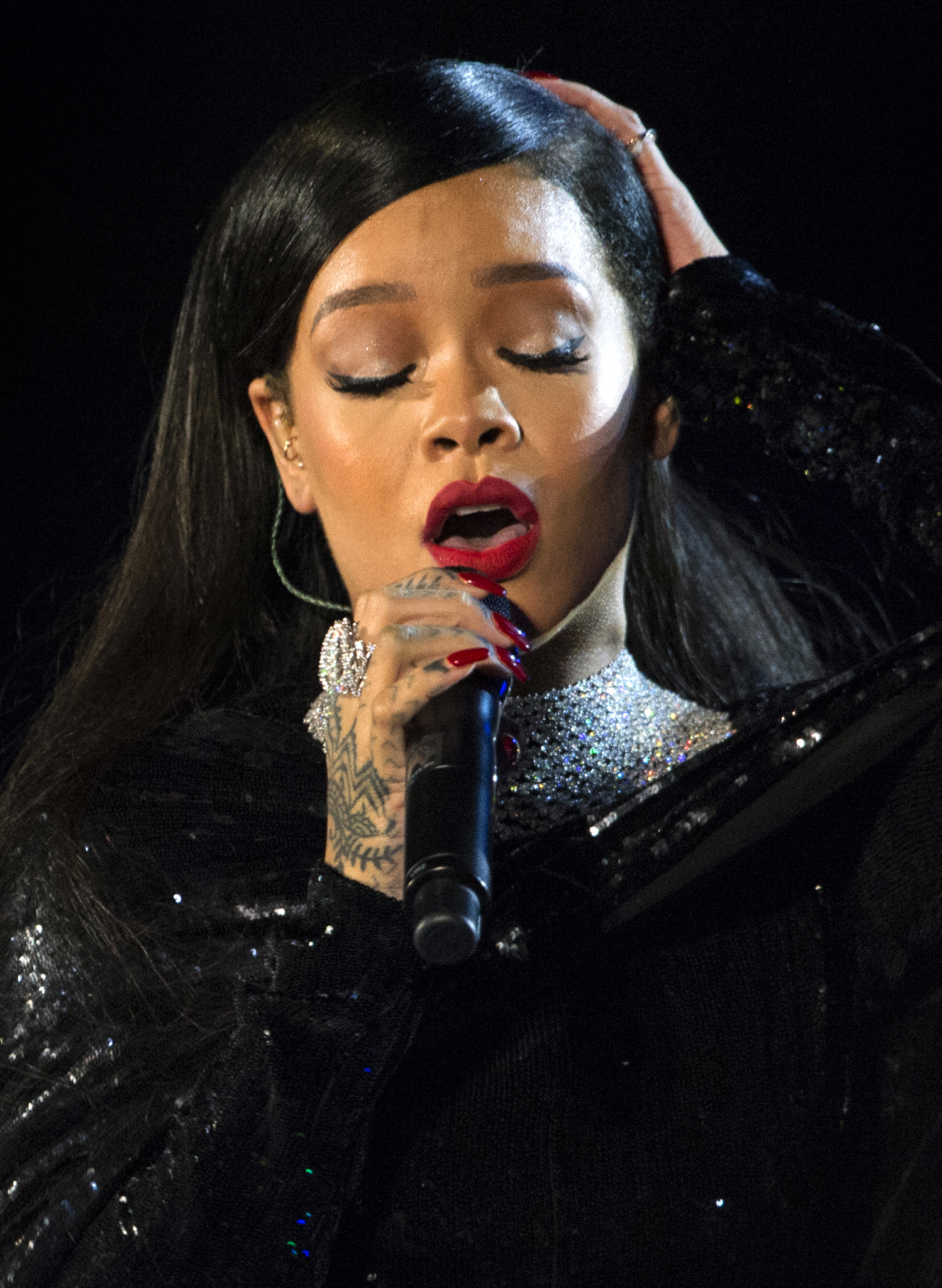
Rihanna possui 1 indicação e 1 vitória na categoria por "Lift Me Up" em 2023.

| 1992 | "Unforgettable"                  | Natalie Cole                             | - Gladys Knight – "Men" - Boyz II Men – "Motownphilly" - Luther Vandross – "Power of Love" - DJ Jazzy Jeff & The Fresh Prince – "Summertime"                                  | [ 2 ]  |
| 1993 | "Black or White"                 | Michael Jackson                          | - Boyz II Men – "End of the Road" - Kris Kross – "Jump" - En Vogue – "My Lovin' (You're Never Gonna Get It)" - Arrested Development – "Tennessee"                             |        |
| 1994 | "I'm Every Woman"                | Whitney Houston                          | |        |
| 1996 | "Waterfalls"                     | TLC                                      | - D'Angelo – "Brown Sugar" - Janet Jackson – "Runaway" - Michael Jackson e Janet Jackson – "Scream" - Michael Jackson – "Earth Song"                                          |        |
| 1997 | "I Believe I Can Fly"            | R. Kelly                                 | - Dr. Dre – "Been There, Done That" - Prince – "Betcha by Golly Wow!" - Toni Braxton – "You're Makin' Me High"/"Un-Break My Heart"                                            |        |
| 1998 | "Stomp"                          | God's Property                           | - Babyface – "Every Time I Close My Eyes" - Boyz II Men – "4 Seasons of Loneliness" - Will Smith – "Men in Black" - Erykah Badu – "Next Lifetime"                             |        |
| 1999 | "Just the Two of Us"             | Will Smith                               | - Aretha Franklin – "A Rose Is Still a Rose" - Aaliyah – "Are You That Somebody?" - Brandy e Monica – "The Boy Is Mine" - Whitney Houston e Mariah Carey – "When You Believe" |        |
| 2000 | "Wild Wild West"                 | Will Smith                               | - Lauryn Hill – "Everything is Everything" - R. Kelly – "If I Could Turn Back the Hands of Time" - TLC – "No Scrubs"/"Unpretty"                                               |        |
| 2001 | "I Wish"                         | R. Kelly                                 | - Aaliyah – "Try Again" - Eric Benét – "When You Think of Me" - Mary J. Blige – "Your Child" - Janet Jackson – "Doesn't Really Matter"                                        |        |
| 2002 | "You Rock My World"              | Michael Jackson                          | - Aaliyah – "Rock the Boat" - The Isley Brothers, R. Kelly e Chanté Moore – "Contagious" - Janet Jackson – "All for You" - Alicia Keys – "Fallin'"                            |        |
| 2003 | "Little Things"                  | India.Arie                               | - Erykah Badu e Common – "Love of My Life (An Ode to Hip-Hop)" - Mary J. Blige – "No More Drama" - LL Cool J – "Luv U Better" - Usher – "U Don't Have to Call"                |        |
| 2004 | "Dance with My Father"           | Luther Vandross                          | - Beyoncé e Jay Z – "Crazy in Love" - India Arie – "The Truth" - Outkast – "Hey Ya!"/"The Way You Move"                                                                       |        |
| 2005 | "If I Ain't Got You"             | Alicia Keys                              | - Jill Scott –"Golden" - Usher e Alicia Keys – "My Boo" - Usher, Ludacris e Lil Jon – "Yeah!" - Kanye West – "Jesus Walks"                                                    |        |
| 2006 | "Unbreakable"                    | Alicia Keys                              | - Common – "Testify" - Mariah Carey – "We Belong Together" - Destiny's Child – "Stand Up for Love" - Kanye West – "Diamonds from Sierra Leone"                                |        |
| 2007 | "Be Without You"                 | Mary J. Blige                            | - Beyoncé – "Irreplaceable" - India.Arie – "I Am Not My Hair" - Jay Z – "Show Me What You Got" - Prince – "Black Sweat"                                                       |        |
| 2008 | "Like You'll Never See Me Again" | Alicia Keys                              | - Beyoncé e Shakira – "Beautiful Liar" - Mary J. Blige – "Just Fine" - John Legend – "Show Me" - Kanye West – "Stronger"                                                      | [ 3 ]  |
| 2009 | "Yes We Can"                     | will.i.am                                | - Beyoncé – "If I Were a Boy"/"Single Ladies (Put a Ring on It)" - Jennifer Hudson – "Spotlight" - Alicia Keys – "Superwoman"                                                 | [ 4 ]  |
| 2010 | "I Look to You"                  | Whitney Houston                          | - The Black Eyed Peas – "Boom Boom Pow" - Jamie Foxx e T-Pain – "Blame It" - Alicia Keys – "Try Sleeping with a Broken Heart" - Maxwell – "Pretty Wings"                      | [ 5 ]  |
| 2011 | "Un-Thinkable (I'm Ready)"       | Alicia Keys                              | - Beyoncé – "Why Don't You Love Me" - Maxwell – "Fistful of Tears" - Sade – "Soldier of Love" - Willow Smith – "Whip My Hair"                                                 | [ 6 ]  |
| 2012 | "Where You At?"                  | Jennifer Hudson                          | - Adele – "Someone Like You" - Beyoncé – "I Was Here" - Mary J. Blige – "25/8" - Jill Scott – "Hear My Call"                                                                  | [ 7 ]  |
| 2013 | "Girl on Fire"                   | Alicia Keys                              | - CeeLo Green – "This Christmas" - Kem – "You're on My Mind" - Bruno Mars – "Locked Out of Heaven" - Miguel – "Adorn"                                                         | [ 8 ]  |
| 2014 | "Q.U.E.E.N."                     | Janelle Monáe Erykah Badu                | - India.Arie – "Cocoa Butter" - Alicia Keys e Maxwell – "Fire We Make" - John Legend – "Made to Love" - Bruno Mars – "Treasure"                                               | [ 9 ]  |
| 2015 | "You & I (Nobody in the World)"  | John Legend                              | - Beyoncé – "Pretty Hurts" - Michael Jackson e Justin Timberlake – "Love Never Felt So Good" - Kem – "It's You" - Kendrick Lamar – "i"                                        | [ 10 ] |
| 2016 | "Shame"                          | Tyrese                                   | - Alabama Shakes – "Sound & Color" - Janet Jackson e J. Cole – "No Sleeep" - The Weeknd – "Can't Feel My Face" - Pharrell Williams – "Freedom"                                | [ 11 ] |
| 2017 | "Formation"                      | Beyoncé                                  | - Johnny Gill e New Edition – "This One's for Me and You" - Alicia Keys – "In Common" - Bruno Mars – "24K Magic" - Solange – "Cranes in the Sky"                              | [ 12 ] |
| 2018 | "That's What I Like"             | Bruno Mars                               | - Mary J. Blige – "Strength of a Woman" - Jay-Z – "4:44" - Maxwell – "Gods" - Ledisi – "High"                                                                                 | [ 13 ] |
| 2019 | "This Is America"                | Childish Gambino                         | - The Carters – "Apes**t" - H.E.R. e Bryson Tiller – "Could've Been" - Bruno Mars e Cardi B – "Finesse (Remix)" - Kendrick Lamar e SZA – "All the Stars"                      | [ 14 ] |
| 2020 | "Juice"                          | Lizzo                                    | - H.E.R. – "Hard Place" - Chris Brown e Drake – "No Guidance" - India.Arie – "Steady Love" - Khalid – "Talk"                                                                  | [ 15 ] |
| 2021 | "Brown Skin Girl"                | Beyoncé Wizkid Saint Jhn Blue Ivy Carter | - H.E.R. – "I Can't Breathe" - Ledisi – "Anything For You" - Beyoncé – Black Is King - Chloe x Halle – "Do It"                                                                | [ 16 ] |
| 2022 | "Essence"                        | Wizkid e Tems                            | - Saweetie e Doja Cat – "Best Friend" - Tobe Nwigwe e Fat Nwigwe – "Fye Fye" - Chlöe – "Have Mercy" - Silk Sonic – "Leave the Door Open"                                      | [ 17 ] |
| 2023 | "Lift Me Up"                     | Rihanna                                  | - Lizzo – "About Damn Time" - Beyoncé – "Be Alive" - EarthGang, Pharrell Williams e Tobe Nwigwe – "Lord Forgive Me" - Kendrick Lamar – "The Heart Part 5"                     | [ 18 ] |
| 2024 | "Sensational"                    | Chris Brown, Davido e Lojay              | - Usher – "Boyfriend" - Megan Thee Stallion – "Cobra" - Ciara e Chris Brown – "How We Roll" - Victoria Monét – "On My Mama"                                                   | [ 19 ] |
| 2025 | "Not Like Us"                    | Kendrick Lamar                           | - Victoria Monét – "Alright" - Doechii e JT – "Alter Ego (ALTERnate Version)" - Chloe Bailey – "Boy Bye" - GloRilla – "Yeah Glo!"                                             | [ 20 ] |